# Herb gminy Stężyca (województwo pomorskie)
Herb gminy Stężyca – symbol gminy Stężyca, ustanowiony 4 kwietnia 1997.

## Wygląd i symbolika
Herb przedstawia na tarczy podzielonej w pas niebieską linią (symbolizującą rzekę Radunię) w górnym polu koloru czerwonego złotą literę "S" z koroną, natomiast w dolnym polu koloru zielonego – samą złotą literę. Nawiązuje to do faktu, że obecnie wieś Stężyca składa się z dwóch dawnych wsi (Stężycy Królewskiej i Stężycy Szlacheckiej).